# Борис Пашански
Борис Пашански (рођен 3. новембра 1982. године у Београду) је бивши српски тенисер који је свој најбољи пласман у синглу достигао 27. фебруара 2006. када је заузимао 55. место на АТП листи. Највећи успех на АТП турнирима остварио је 2006. у Буенос Ајресу када је играо финале у конкуренцији парова.
На гренд слем турнирима најдаље је стигао до 2. кола Отвореног првенства Аустралије. Представљајући Малту освојио је сребрну медаљу у синглу на Играма малих земаља Европе 2005. у Андори.
За Дејвис куп репрезентацију Србије наступио је у девет мечева са односом победа и пораза 6:3.

## Приватни живот
Почео је да игра тенис са седам година у локалном клубу, у близини своје куће. Живи на Малти. Отац Милан му је бивши репрезентативац у кошарци, по професији је дипломирани политиколог и стручњак је у области тероризма. Деда Ратибор је играо за српску фудбалску репрезентацију. Борисова старија сестра, Мања Стефановић, је дипломирани економиста, магистар продукције и ради у оквиру Института за психоенергетска истраживања из Београда.
Терен на коме највише воли да игра је шљака. Да се није бавио тенисом одабрао би да буде гитариста. Велики је обожавалац Џима Морисона и Роџера Вотерса.

## АТП финала

### Парови: 1 (0:1)
| Легенда                        |
| ------------------------------ |
| Гренд слем турнири (0:0)       |
| Завршно првенство сезоне (0:0) |
| АТП мастерс 1000 (0:0)         |
| АТП 500 (0:0)                  |
| АТП 250 (0:1)                  |

| Финала по подлози |
| ----------------- |
| Тврда (0:0)       |
| Шљака (0:1)       |
| Трава (0:0)       |

| Финала по локацији |
| ------------------ |
| Отворено (0:1)     |
| Дворана (0:0)      |

| Исход     | Бр. | Датум             | Турнир                  | Подлога | Партнер           | Противници                  | Резултат |
| --------- | --- | ----------------- | ----------------------- | ------- | ----------------- | --------------------------- | -------- |
| Финалиста | 1.  | 19. фебруар 2006. | Буенос Ајрес, Аргентина | Шљака   | Василис Мазаракис | Леош Фридл Франтишек Чермак | 1:6, 2:6 |

## Остала финала

### Тимска такмичења: 1 (0:1)
| Исход     | Бр. | Датум                 | Турнир                      | Подлога   | Партнери                                                | Противници                                         | Резултат |
| --------- | --- | --------------------- | --------------------------- | --------- | ------------------------------------------------------- | -------------------------------------------------- | -------- |
| Финалиста | 1.  | 15–17. новембар 2013. | Дејвис куп, Београд, Србија | Тврда (д) | Новак Ђоковић Душан Лајовић Илија Бозољац Ненад Зимоњић | Томаш Бердих Радек Штјепанек Лукаш Росол Јан Хајек | 2:31     |

1 2013. наступио је само у првом колу Дејвис купа

## Финала АТП челенџера и ИТФ фјучерса

### Појединачно: 25 (12:13)
| Легенда          |
| ---------------- |
| Челенџери (8:11) |
| Фјучерси (4:2)   |

| Финала по подлози |
| ----------------- |
| Тврда (1:0)       |
| Шљака (11:13)     |
| Трава (0:0)       |
| Тепих (0:0)       |

| Финала по локацији |
| ------------------ |
| Отворено (11:13)   |
| Дворана (1:0)      |

| Исход     | Бр. | Датум               | Турнир                        | Подлога   | Противник                | Резултат           |
| --------- | --- | ------------------- | ----------------------------- | --------- | ------------------------ | ------------------ |
| Финалиста | 1.  | 4. мај 2003.        | Мишколц, Мађарска, F1         | Шљака     | Игор Андрејев            | 6:3, 3:6, 4:6      |
| Финалиста | 2.  | 24. мај 2003.       | Будимпешта, Мађарска          | Шљака     | Јохан Сетергрен          | 5:7, 4:6           |
| Финалиста | 3.  | 1. јун 2003.        | Љубљана, Словенија            | Шљака     | Јиржи Ванек              | 3:6, 6:3, 1:6      |
| Победник  | 1.  | 25. јул 2004.       | Тампере, Финска               | Шљака     | Ерик Продон              | 6:2, 3:6, 6:2      |
| Победник  | 2.  | 15. мај 2005.       | Ходмезевашархељ, Мађарска, F3 | Шљака     | Амир Хадад               | 7:6(7:2), 6:1      |
| Финалиста | 4.  | 22. мај 2005.       | Дрезден, Немачка              | Шљака     | Василис Мазаракис        | 3:6, 2:6           |
| Финалиста | 5.  | 19. јун 2005.       | Куенка, Еквадор               | Шљака     | Зак Флајшман             | 3:6, 4:6           |
| Победник  | 3.  | 9. јул 2005.        | Будаерш, Мађарска             | Шљака     | Василис Мазаракис        | 6:3, 6:2           |
| Победник  | 4.  | 24. јул 2005.       | Тампере, Финска (2)           | Шљака     | Роко Каранушић           | 7:6(7:5), 4:6, 7:5 |
| Финалиста | 6.  | 7. август 2005.     | Саранск, Русија               | Шљака     | Игор Куњицин             | 5:7, 4:6           |
| Победник  | 5.  | 20. август 2005.    | Самарканд, Узбекистан         | Шљака     | Василис Мазаракис        | 6:3, 6:2           |
| Победник  | 6.  | 18. септембар 2005. | Будимпешта 2, Мађарска        | Шљака     | Василис Мазаракис        | 4:6, 6:3, 6:0      |
| Финалиста | 7.  | 6. новембар 2005.   | Монтевидео, Уругвај           | Шљака     | Хуан Мартин дел Потро    | 3:6, 6:2, 6:7(3:7) |
| Победник  | 7.  | 20. новембар 2005.  | Аракажу, Бразил               | Шљака     | Николас Лапенти          | 7:6(11:9), 7:5     |
| Победник  | 8.  | 29. јануар 2006.    | Сантијаго, Чиле               | Шљака     | Пол Капдевил             | 6:2, 7:6(11:9)     |
| Финалиста | 8.  | 5. новембар 2006.   | Аракажу, Бразил               | Шљака     | Серхио Ројтман           | 1:6, 3:6           |
| Финалиста | 9.  | 8. јул 2007.        | Торино, Италија               | Шљака     | Карлос Берлок            | 4:6, 2:6           |
| Победник  | 9.  | 2. септембар 2007.  | Черкаси, Украјина             | Шљака     | Сантијаго Вентура        | 7:5, 7:6(9:7)      |
| Финалиста | 10. | 30. март 2008.      | Барлета, Италија              | Шљака     | Михаил Кукушкин          | 3:6, 4:6           |
| Финалиста | 11. | 3. октобар 2010.    | Напуљ 2, Италија              | Шљака     | Фабио Фоњини             | 4:6, 2:4 (предаја) |
| Победник  | 10. | 25. март 2012.      | Тренто, Италија, F1           | Тврда (д) | Стефано Галвани          | 1:6, 6:1, 7:6(7:4) |
| Финалиста | 12. | 24. јун 2012.       | Бусто Арсицио, Италија, F14   | Шљака     | Петру-Александру Лункану | 4:6, 6:7(6:8)      |
| Победник  | 11. | 19. август 2012.    | Јаши, Румунија, F7            | Шљака     | Виктор Кривој            | 6:7(6:8), 6:3, 7:5 |
| Финалиста | 13. | 21. октобар 2012.   | Рио де Жанеиро, Бразил        | Шљака     | Гастао Елијас            | 3:6, 5:7           |
| Победник  | 12. | 13. јул 2014.       | Бург ан Брес, Француска, F14  | Шљака     | Јаник Ројтер             | 4:6, 6:4, 6:3      |

### Парови: 6 (3:3)
| Легенда         |
| --------------- |
| Челенџери (3:1) |
| Фјучерси (0:2)  |

| Финала по подлози |
| ----------------- |
| Тврда (0:0)       |
| Шљака (3:3)       |
| Трава (0:0)       |
| Тепих (0:0)       |

| Финала по локацији |
| ------------------ |
| Отворено (3:3)     |
| Дворана (0:0)      |

| Исход     | Бр. | Датум               | Турнир                        | Подлога | Партнер          | Противници                      | Резултат                    |
| --------- | --- | ------------------- | ----------------------------- | ------- | ---------------- | ------------------------------- | --------------------------- |
| Финалиста | 1.  | 15. мај 2005.       | Ходмезевашархељ, Мађарска, F3 | Шљака   | Виктор Троицки   | Норберт Пакаи Тибор Сатмари     | 3:6, 3:6                    |
| Финалиста | 2.  | 25. март 2007.      | Рабат, Мароко                 | Шљака   | Питер Лучак      | Јуриј Шукин Орест Терешчук      | 7:6(10:8), 6:7(4:7), [3:10] |
| Победник  | 1.  | 24. август 2008.    | Манербио, Италија             | Шљака   | Томас Фабијано   | Масимо Делаква Алесио Ди Мауро  | 7:6(9:7), 7:5               |
| Победник  | 2.  | 2. новембар 2008.   | Кали 2, Колумбија             | Шљака   | Данијел Келерер  | Дијего Хункеира Питер Лучак     | 6:7(4:7), 6:4, [10:4]       |
| Финалиста | 3.  | 24. јун 2012.       | Бусто Арсицио, Италија, F14   | Шљака   | Антонио Компорто | Стефано Јани Валтер Трусенди    | 3:6, 3:6                    |
| Победник  | 3.  | 14. септембар 2012. | Севиља, Шпанија               | Шљака   | Никола Ћирић     | Стефан Франсен Џеси Хута Галунг | 5:7, 6:4, [10:6]            |

## Учинак на турнирима у појединачној конкуренцији
| Легенда | Легенда                                    | Легенда | Легенда                          |
| ------- | ------------------------------------------ | ------- | -------------------------------- |
| О/И     | однос освајања турнира и играња на турниру | Поб–пор | однос побједа и пораза           |
| НО      | турнир није одржан те године               | Н       | није учествовао на турниру       |
| КВ      | изгубио у квалификацијама                  | 1К      | изгубио у првом колу             |
| 2К      | изгубио у другом колу                      | 3К      | изгубио у трећем колу            |
| 4К      | изгубио у четвртом колу                    | ГФ      | изгубио у групној фази такмичења |
| ЧФ      | изгубио у четвртфиналу                     | ПФ      | изгубио у полуфиналу             |
| Ф       | изгубио у финалу                           | П       | освојио турнир                   |

| ОП Аустралије           | Н   | КВ1 | Н   | 2К  | КВ2 | 1К              | КВ1             | Н               | Н               | Н               | КВ1 | Н   | 0 / 2     | 1:2       | 33%       |
| Ролан Гарос             | Н   | КВ1 | Н   | 1К  | 1К  | 1К              | КВ1             | Н               | Н               | Н               | КВ1 | Н   | 0 / 3     | 0:3       | 0%        |
| Вимблдон                | КВ1 | КВ1 | Н   | 1К  | Н   | 1К              | Н               | Н               | Н               | Н               | КВ3 | Н   | 0 / 2     | 0:2       | 0%        |
| ОП САД                  | Н   | Н   | Н   | 1К  | Н   | Н               | Н               | Н               | Н               | Н               | КВ1 | Н   | 0 / 1     | 0:1       | 0%        |
| Поб:пор на г. с.        | 0:0 | 0:0 | 0:0 | 1:4 | 0:1 | 0:3             | 0:0             | 0:0             | 0:0             | 0:0             | 0:0 | 0:0 | 0 / 8     | 1:8       | 11%       |
| Репрезентација          |     |     |     |     |     |                 |                 |                 |                 |                 |     |     |           |           |           |
| Дејвис куп              | Г2  | Г2  | Н   | Н   | ПО  | Није учествовао | Није учествовао | Није учествовао | Није учествовао | Није учествовао | Ф   | Н   | 0 / 1     | 6:3       | 67%       |
| Поб:пор                 | 2:2 | 3:0 | 0:0 | 0:0 | 1:0 | 0:0             | 0:0             | 0:0             | 0:0             | 0:0             | 0:1 | 0:0 | 0 / 1     | 6:3       | 67%       |
| АТП Мастерс 1000 серија |     |     |     |     |     |                 |                 |                 |                 |                 |     |     |           |           |           |
| Индијан Велс            | Н   | Н   | Н   | 1К  | Н   | Н               | Н               | Н               | Н               | Н               | Н   | Н   | 0 / 1     | 0:1       | 0%        |
| Мајами                  | Н   | Н   | Н   | 1К  | Н   | Н               | Н               | Н               | Н               | Н               | Н   | Н   | 0 / 1     | 0:1       | 0%        |
| Монте Карло             | Н   | Н   | Н   | 1К  | Н   | КВ1             | Н               | Н               | Н               | Н               | Н   | Н   | 0 / 1     | 0:1       | 0%        |
| Рим                     | Н   | Н   | Н   | 1К  | Н   | КВ2             | Н               | Н               | Н               | Н               | Н   | Н   | 0 / 1     | 0:1       | 0%        |
| Хамбург                 | Н   | Н   | Н   | 1К  | Н   | КВ2             | НМС             | НМС             | НМС             | НМС             | НМС | НМС | 0 / 1     | 0:1       | 0%        |
| Поб:пор на м. т.        | 0:0 | 0:0 | 0:0 | 0:5 | 0:0 | 0:0             | 0:0             | 0:0             | 0:0             | 0:0             | 0:0 | 0:0 | 0 / 5     | 0:5       | 0%        |
| Пласман на крају године | 204 | 259 | 82  | 124 | 96  | 173             | 294             | 317             | 417             | 169             | 488 | 473 | 837.645 $ | 837.645 $ | 837.645 $ |